# Koparka zgarniakowa

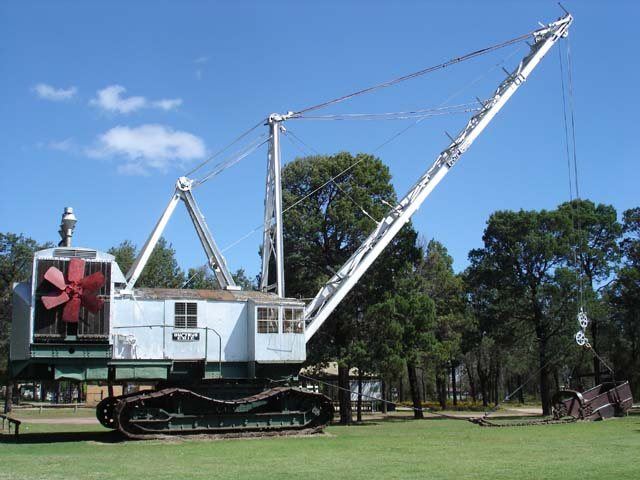
Koparka zgarniakowa na podwoziu gąsienicowym

Koparka zgarniakowa – koparka jednonaczyniowa, której narzędziem urabiającym jest zgarniak zawieszony na dwóch linach – podnoszącej i ciągnącej.
Do ich zalet należy duża wydajność i zasięg urabiania oraz możliwość pracy pod wodą; zużywają one jednak duże ilości energii i mają niską wydajność przy współpracy ze środkami transportu. W przypadku wielkich koparek zgarniakowych dochodzi ponadto problem z transportem oraz kłopotliwa obsługa – naprawa drobnej usterki wymaga użycia dźwigu.

## Zastosowanie
Koparki te zajmują się urabianiem nadkładu – skał luźnych, takich, jak piaski, żwiry czy gliny lub zwięzłych, po uprzednim odstrzeleniu. Urabiają nadkład o miąższości do 40 m (największe, Big Muskie i Wielka Niedźwiedzica nawet do 60 m). Mniejsze koparki tego typu wykorzystywane są przy robotach budowlanych i drogowych.

## Historia

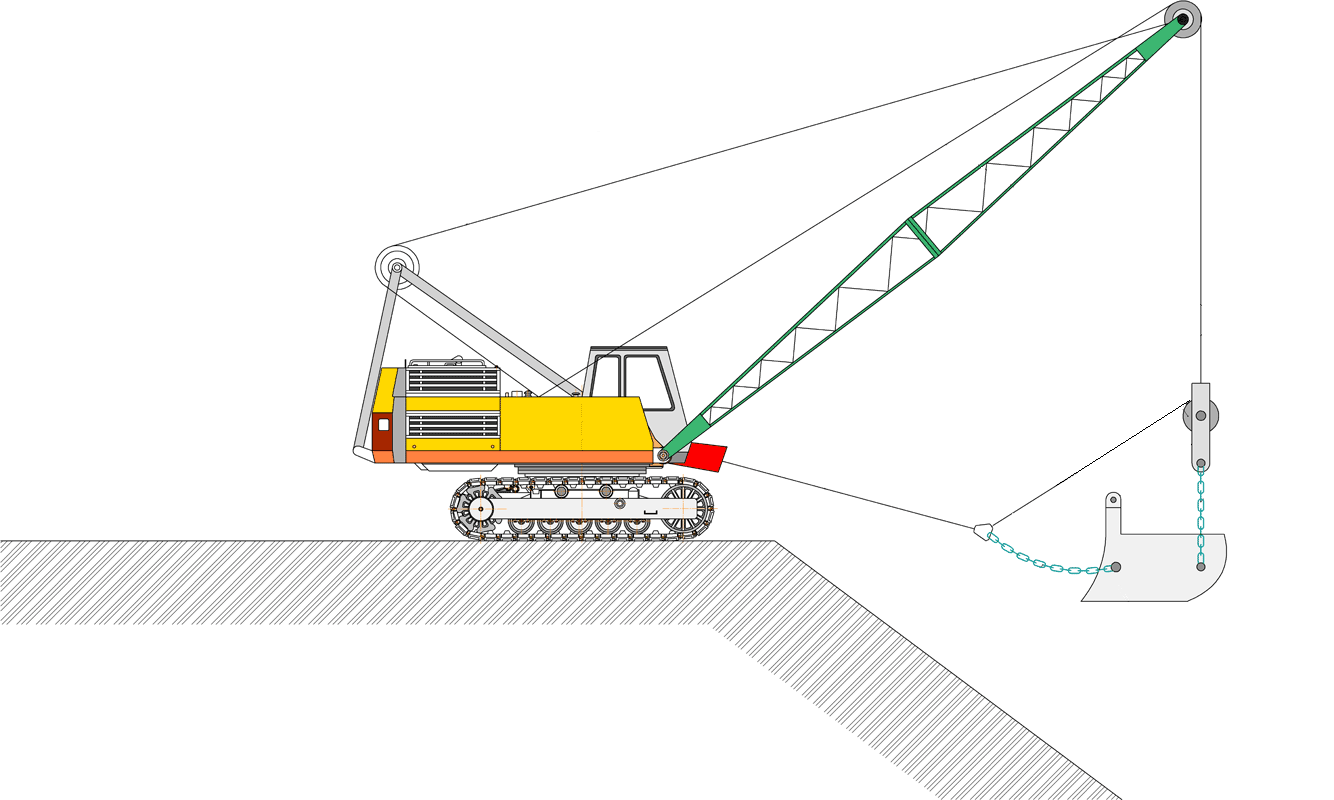
Schemat koparki zgarniakowej

Pierwszą koparkę zgarniakową opatentował w 1880 r. Ralph R. Osgood ze Stanów Zjednoczonych. W 1904 r. John W. Page wprowadził udoskonalenia zgarniaka i olinowania koparki zgarniakowej, uzyskując patent. W 1913 r. w Moningham Machine Company opracowano mechanizm kroczący i wyposażono w niego model 1-T. W 1969 r. powstała największa koparka tego typu na świecie – Big Muskie, o pojemności zgarniaka 168 m³. Obecnie wielkie maszyny tego typu produkowane są przez firmy P&H i Bucyrus-Erie.

## Budowa
Narzędziem urabiającym jest zgarniak. Jest on zamocowany na dwóch linach – ciągnącej i podnoszącej. Mechanizmy robocze koparki to mechanizm podnoszenia i opuszczania zgarniaka oraz mechanizm ciągnięcia zgarniaka. Mechanizmy wykonujące ruchy manewrowe to mechanizm podnoszenia i opuszczania wysięgnika (mechanizm linowy – wielokrążek), mechanizm obrotu nadwozia oraz mechanizm jazdy lub kroczenia. Mniejsze koparki zgarniakowe wyposażone są najczęściej w podwozie gąsienicowe, a te największe – w podwozie kroczące.
W 2003r firma P&H wprowadziła na rynek nowy system olinowania, tzw. P&H Universal Dragline System, w którym zgarniak zawieszony jest na dwóch oddzielnie pracujących linach. Zapewnia on krótszy czas cyklu koparki, niższą masę olinowania i lepszą wydajność.

## Urabianie
Urabianie realizowane jest przez rodzaj skrawania zwany struganiem – zgarniak po zluzowaniu liny podnoszącej pod wpływem własnego ciężaru zagłębia się w podłoże, po którym ciągniony jest na skutek napinania liny ciągnącej.
W przypadku regeneracji rowów, gdy koparka musi przesuwać się z boku rowu, zastosowanie znajduje zgarniak boczny. Lina ciągnąca prowadzona jest wtedy przez ustawioną prostopadle do wysięgnika belkę rurową.
Koparka ta urabia warstwami poziomymi lub pochyłymi, zarówno podpoziomowo, jak i nadpoziomowo.

## Transport
Największą wydajność koparki zgarniakowe osiągają pracując metodą beztransporotwą – urobek kierowany jest na zwałowisko ostateczne lub tymczasowe za pomocą koparki, będącej jednocześnie narzędziem zwałującym.
- Sposobem prostym: z jednorazowym przerzutem urobku – koparka urabia i przerzuca nadkład ponad poziomami roboczymi kopaliny użytecznej
- Sposobem złożonym: z wtórnym przerzutem urobku

Koparki te mogą również współpracować ze środkami transportu ciągłego, takimi jak przenośniki taśmowe i rurociągi, lub transportu cyklicznego – np. samochody off-road.

## Dodatkowy osprzęt
Z koparką zgarniakową można zastosować również osprzęt dźwigowy, chwytakowy oraz kafarowy.